# 封兴之
封兴之（?—522年），字祖胄。渤海蓨縣（今河北景縣）人。中國南北朝時期人物。北魏司空孝宣公封回次子，北齐封隆之之弟。起家太学博士，员外郎，官至瀛、冀二州刺史、平北府长史。死后以兄封隆之佐命功，天平中，追赠散骑常侍、抚军将军、雍州刺史。寻重赠殿中尚书，谥曰文。

## 家族
- 父亲：封回，司空孝宣公。  
  - 长子：封孝琬
  - 次子：封孝琰
  - 三子：封孝璋